# 1283
1283 (MCCLXXXIII) a fost un an obișnuit al calendarului gregorian.

## Evenimente
- 1 iunie: Tratatul de la Rheinfelden: Rudolf de Austria, fiul lui Rudolf I de Habsburg, renunță la Austria și Stiria în favoarea fratelui său mai mare, Albert I de Germania.
- 1 iunie: Ziua fixată pentru duelul dintre Carol de Anjou și regele Petru al III-lea al Aragonului; duelul nu a mai avut loc.
- 13 iunie: "Alianța de la Rostock", încheiată între orașele baltice Lübeck, Wismar, Rostock, Stralsund, Greifswald, Stettin (Szczecin), Demmin și Anklam, din inițiativa lui Witsław al II-lea de Rügen, a lui Ioan de Saxa-Lauenburg și a lui Boguslaw al IV-lea de Pomerania.
- 8 iulie: Bătălia navală de la Valletta. O flotă angevină trimisă să provoace o răscoală în Malta împotriva regelui Petru al III-lea al Aragonului, este zdrobită de flota căpitanului Roger de Lauria.
- 26 august: O bulă papală lansată de Martin al IV-lea îl declară pe Petru al III-lea decăzut din drepturile de rege al Aragonului, al cărui tron este acordat lui Carol de Valois, al doilea fiu al regelui Franței.
- 1 septembrie: Cortes-urile, adunate la Tarazona, impun regelui Aragonului unele măsuri împotriva populației evreiești.
- 3 octombrie: Regele Eduard I al Angliei introduce, ca pedeapsă capitală pentru înaltă trădare, moartea prin spânzurare, înecare sau scurtare.

### Nedatate
- mai: Sultanul de Cairo prelungește cu 10 ani armistițiul cu cruciații din Accra.
- Cavalerii teutoni încheie cucerirea Prusiei.
- Fondarea orașului Guiyang, în China.
- Întemeierea orașului tolteco-mayaș Mayapan, în nordul Peninsulei Yucatan.
- Întemeierea principatului turc de Germiyan, în vestul Anatoliei.
- Kublai-han invadează Regatul khmerilor din Cambodgia; regele Jayavarman al VIII-lea este supus la plata unui tribut.
- Migrare în masă a evreilor din Franța, sub regele Filip al III-lea.
- Mongolii descind în valea râului Irrawaddy, în Birmania, ajungând în dreptul orașului Pagan, capitala regelui Narasîhapati.
- Regele Eduard I al Angliei construiește mai multe castele în Țara Galilor, în vederea unui sistem de fortificații în fața unor posibile răscoale ale galezilor.
- Rudolf I de Habsburg înfrânge pe margraful Otto al IV-lea de Brandenburg.
- Sultanul de Cairo primește un ambasador din Ceylon.
- Un cutremur de pământ distruge două treimi din orașul Vardzia, din Georgia, construit în piatră.

## Arte, Știință, Literatură și Filosofie
- Burchard du Mont-Sion scrie Descriptio Terrae Sanctae.
- Crearea alfabetului Thai în statul Suhkothai.
- Philippe de Beaumanoir publică Coutumes de Beauvaisis.

## Nașteri
- 9 aprilie: Regina Margareta I a Scoției (d. 1290)
- Juan Ruiz, poet spaniol (d. 1350)
- Ludwig IV, rege german (d. 1347)
- Yoshida Kenkō, scriitor japonez (d. 1350)

## Decese
- Al-Qazwînî, istoric și geograf persan (n. ?)
- Fakhr ud-Dîn Irâqî, poet de limbă persană (n. ?)
- Filip I de Courtenay, împărat latin în exil la Constantinopol (n. ?)

## Înscăunări
- 12 noiembrie: Gherardo da Camino, senior de Treviso.
- Dimitri Alexandrovici din Pereiaslavl, mare-cneaz de Vladimir (a doua domnie, 1283-1293).
- Vaclav al II-lea, rege al Boemiei (1283-1305).